# Thomas Gullickson
Thomas Edward Gullickson (Sioux Falls, 14 de agosto de 1950) é um ministro americano, arcebispo católico romano e diplomata da Santa Sé.
Depois de estudar filosofia e teologia, Thomas Gullickson foi ordenado sacerdote em 27 de junho de 1976 em sua cidade natal, que também é a sede de sua diocese natal de Sioux Falls, pelo bispo Lambert Anthony Hoch. Em 1985 foi admitido na Pontifícia Universidade Gregoriana.
Gullickson ingressou no Serviço Diplomático da Santa Sé em 1º de maio de 1985 e serviu em Ruanda, Áustria, Tchecoslováquia, Jerusalém/Israel e Alemanha. O Papa João Paulo II conferiu-lhe o título honorário de Capelão de Sua Santidade (Monsenhor) em 30 de junho de 1986 e o título de Prelado Honorário de Sua Santidade em 21 de novembro de 1997.
Em 2 de outubro de 2004, o Papa João Paulo II o nomeou arcebispo titular pro hac vice de Polymartium e núncio apostólico em Trinidad e Tobago, Bahamas, Dominica, São Cristóvão e Nevis e São Vicente e Granadinas. Dom Giovanni Lajolo, secretário da Secretaria de Estado da Santa Sé, concedeu-lhe a consagração episcopal em 15 de dezembro do mesmo ano; Os co-consagradores foram o Bispo Robert James Carlson e o ex-bispo Paul Vincent Dudley de Sioux Falls. No mesmo dia foi também nomeado Núncio Apostólico em Trinidad e Tobago, Antígua e Barbuda, Barbados, Bahamas, Dominica, Granada, Guiana, Jamaica, São Cristóvão e Nevis, Santa Lúcia, São Vicente e Granadinas e Suriname e assumiu o representação em Antígua e Barbuda, Barbados, Jamaica, Guiana, Suriname e Granadinas. Ele também foi Delegado Apostólico da Conferência Episcopal das Antilhas da Igreja Católica Romana no Caribe.
Papa Bento XVI nomeou-o Núncio Apostólico na Ucrânia em 21 de maio de 2011. Por causa de declarações políticas decididamente pró-ucranianas em público, ele foi demitido deste cargo prematuramente.[3]

Em 5 de setembro de 2015, o Papa Francisco o nomeou Núncio Apostólico na Suíça e Liechtenstein, com sede em Berna. O Papa Francisco aceitou sua renúncia como núncio na Suíça em 31 de dezembro de 2020, após cinco anos no cargo. Isso foi precedido por argumentos sobre a atitude crítica de Gullickson em relação ao sistema de igrejas nacionais suíças.